# Casa Conilla
La Casa Conilla és una obra de la Vall de Boí (Alta Ribagorça) inclosa a l'Inventari del Patrimoni Arquitectònic de Catalunya.

## Descripció
Unitat familiar agrícola; ramadera, formada per casa, paller (part posterior) i era. La casa té tres pisos d'alçada i és d'estructura molt regular. El paller és de pedra amb coberta a doble vessant (part posterior de la casa). Malgrat tractar-se d'una unitat tipològica no apareix aïllada sinó que pràcticament confronta amb una altra edificació.